# Маращанка
Мараща́нка — село в Україні, у Золочівському районі Львівської області. Населення становить 17 осіб. Орган місцевого самоврядування — Буська міська рада.